# Altes Pastorat in Alt Refrath

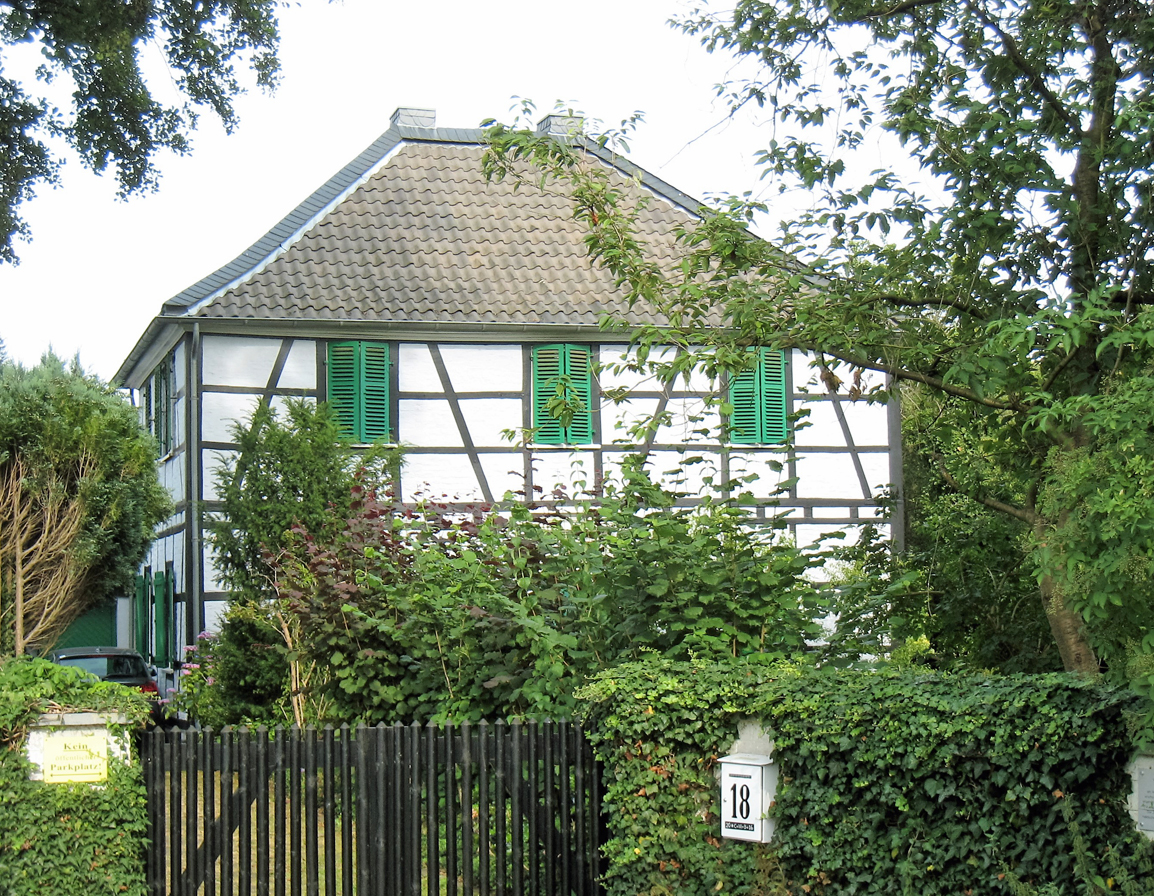
Altes Pastorat in Alt Refrath

Das Alte Pastorat in Alt Refrath steht im Stadtteil Alt Refrath von Bergisch Gladbach an der Straße Kirchfeld 18.

## Geschichte
Die Alte Katholische Pfarrkirche Refrath der Kirchengemeinde stand im heutigen Alt Refrath. Im Jahr 1846 erhielt man die kirchliche Selbständigkeit. Im gleichen Jahr wurde das Alte Pastorat errichtet. Damit wollte man dem Pfarrer eine angemessene Wohnung bieten. Bereits 1869 verlor es seine ursprüngliche Aufgabe, weil der Pfarrer seiner Verpflichtung vor Ort nicht mehr nachkommen konnte. Man hatte inzwischen eine neue Kirche im Zentrum von Refrath gebaut. Dadurch musste der Pfarren in ein neues Pastorat umziehen.
Offiziell war das alte Gebäude nun kein Pastorat mehr. Es wurde versteigert. Für 950 Taler erwarb es die Firma Berzelius als Direktorenwohnung für den Leiter der ehemaligen Bensberg-Gladbacher Zinkhütte. Später ging es in private Hände.

## Baudenkmal
Das Haus wurde am 24. Februar 1989 unter Nr. 4 in die Liste der Baudenkmäler in Bergisch Gladbach eingetragen. Im Oktober 2014 wurde es als Denkmal des Monats ausgezeichnet.